# Sunjata-Epos
Sunjata-Epos (/sʊnˈdʒ ɑːtə/; Mandating-Sprachen: Sònjàdà, auch Sundiata oder Son-Jara genannt; Arabisch: ملحمة سوندياتا; Französisch: L'épopée de Soundjata) ist ein mündlich überliefertes Gedicht des Volkes der Malinke, das die Geschichte des Helden Sundiata Keita (Gründer des Malireiches) erzählt. Das Sunjata-Epos war im gesamten Mande-Raum bekannt und wurde durch die Jelis (Griots) oral weitergegeben. Eine einheitliche beziehungsweise verbindliche Version gibt es nicht, jedoch existiert eine moderne Version der Geschichte, die von der französischen Eliteschule École William Ponty geschaffen wurde und als "Standard" fungiert.

## Historischer Kontext
Das Epos ist ein Beispiel für eine mündliche Überlieferung, die bis ins 13. Jahrhundert zurückreicht und von Generationen von Jelis (Griots) überliefert wurde. Die Griots bildeten im Mande-Raum eine "spezialisierte" Kaste, sie waren als Geschichtenerzähler und Sänger für die Bewahrung der mündlichen Traditionen zuständig. Durch sie ist erst möglich geworden, dass das Epos von Sunjata bis in die heutige Generation über das gesamte Gebiet des damaligen Malireiches verbreitet wurde. Als Hauptquelle für die Historiker des Malireiches übernimmt das Sunjata-Epos einen wichtigen Platz in der westafrikanischen Kultur ein. 